# Histoire de la production de l'étain
L'histoire des mines d'étain, l'un des grands métaux non ferreux qui fut le plus utilisé dans la Préhistoire et l'Antiquité, avant de jouer très tôt un rôle important dès le début de la révolution industrielle.
À l'état non raffiné, l'étain ressemble à de minuscules granulés gris-noir rugueux, assez facilement repérés par les humains comme un minerai utile, dès l'Antiquité. Il est très probable que l'étain a commencé par être reconnu en lavant des alluvions à sables noirs de cassitérite qui ont dû être assez fréquents dans les régions granitiques de l'Europe et de l'Asie, où l'on aura remarqué, par hasard, un métal brillant.

## Préhistoire
Intercalé entre le Néolithique et l’Âge du fer, l’Âge du bronze s’est terminé en Europe environ 800 ans avant notre ère. Les humains viennent de maîtriser une technique déterminante : les fourneaux à haute température. Il faut porter à plus de 1 000 °C le minerai de cuivre pour en faire du métal. Avec l’étain, 232 °C suffisent. Lorsque l’on mélange les deux dans des proportions de l’ordre de 90/10, on obtient un alliage plus solide : le bronze, qui permet de fabriquer des statues, des bijoux, et des armes.  
En Malaisie, les historiens suggèrent que l'exploitation minière d'étain remonte probablement à l'époque pré-historiques, près de Sungai Lembing et Pahang.

## Antiquité

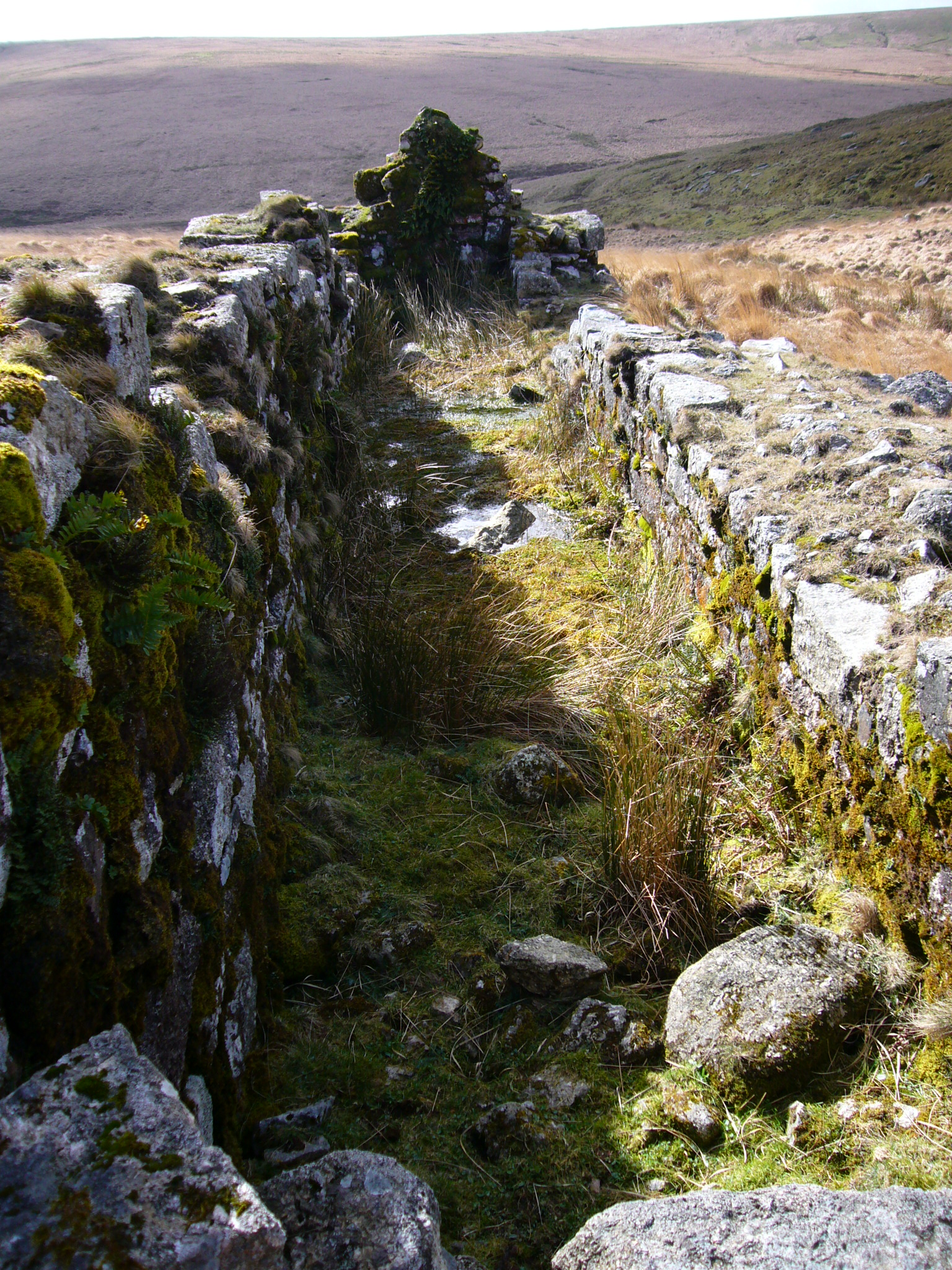
Extraction d'étain à la mine de Huntingdon, dans le Dartmoor.

### Les Grecs à la recherche des routes de l'étain
Dans l'Antiquité, les routes de l'étain étaient aussi importantes que les actuelles routes du pétrole, aussi lourdes d'intérêts, d'ambitions et de rivalités. Les Phéniciens, considérés comme les vrais maîtres de l'étain antique, y accèdent par les rives méridionales de la Méditerranée, les Colonnes d'Hercule et le littoral atlantique, en échelonnant leurs comptoirs, tels Carthage et Gadès. L'étain provenait de deux régions, le Nord-Ouest de l'Espagne et les Cornouailles. Les « îles Cassitérides » (du mot grec Κασσίτερος/Kassiteros, étain) étaient connues comme un des principaux fournisseurs. En latin ancien, le métal était appelé plumbum candidum (« plomb blanc »). Les marins de Cadix en faisaient commerce discrètement, les Grecs savaient seulement que l'étain leur parvenait de l'ouest. Hérodote avait entendu parler de ces îles situées près des côtes occidentales de l'Europe. Mais les îles Scilly ne contiennent pas d'étain en quantité sérieuse. Les Grecs, qui ont fondé la ville de « Massalia », envoient le capitaine Pythéas enquêter sur l'extraction de l'étain aux Cassitérides. « Massalia » est alors le fidèle allié de Rome dans sa lutte contre Carthage. 

#### Les mines dangereuses de Cornouailles
Les mines d'étain de la péninsule de Cornouailles, aux côtes découpées toutes proches des îles Scilly, étaient connues des Phéniciens plusieurs siècles avant l'ère chrétienne. Les principaux transporteurs de ce métal étaient très probablement les Vénètes.
Dangereuse, l'exploitation minière côtière en Cornouailles a fait de nombreuses victimes au cours des millénaires. La concentration la plus élevée au monde des mines d'étain et de cuivre sous-marin se trouve près de Lands End à Botallack, Levant et GeevorLevant. Plusieurs sites dans la vallée d'Erme, à Dartmoor dans le Devon attestent de mines de la fin de l’époque romaine, au moment de remplacer les mines d’Espagne victimes de raids barbares. 
Les immenses champs d'alluvions stannifères de Cornouailles sont alors faciles à traiter, le travail minier étant le plus difficile. Même s'il ne représente que 0,006 % de l'écorce terrestre, l'étain s'est spontanément concentré en filons pneumatolytiques, en Cornouailles, par condensation de gaz dans les diaclases et les vides de la roche cristalline. Ces filons peuvent s'allonger sur plusieurs kilomètres, s'interrompent, se tordent, et présentent rarement une puissance suffisante pour que leur exploitation soit justifiée. Les plus intéressants sont ceux qui ont une gangue de quartz. Attaqués et démantelés par l'érosion, ils donnent naissance à des aires alluvionnaires où les composés d'étain, métal dense et peu altérable, se concentrent par un lavage naturel, ce qui en fait les gisements les plus rentables, d'autant que les alluvions peuvent drainer d'autres métaux comme l'argent.

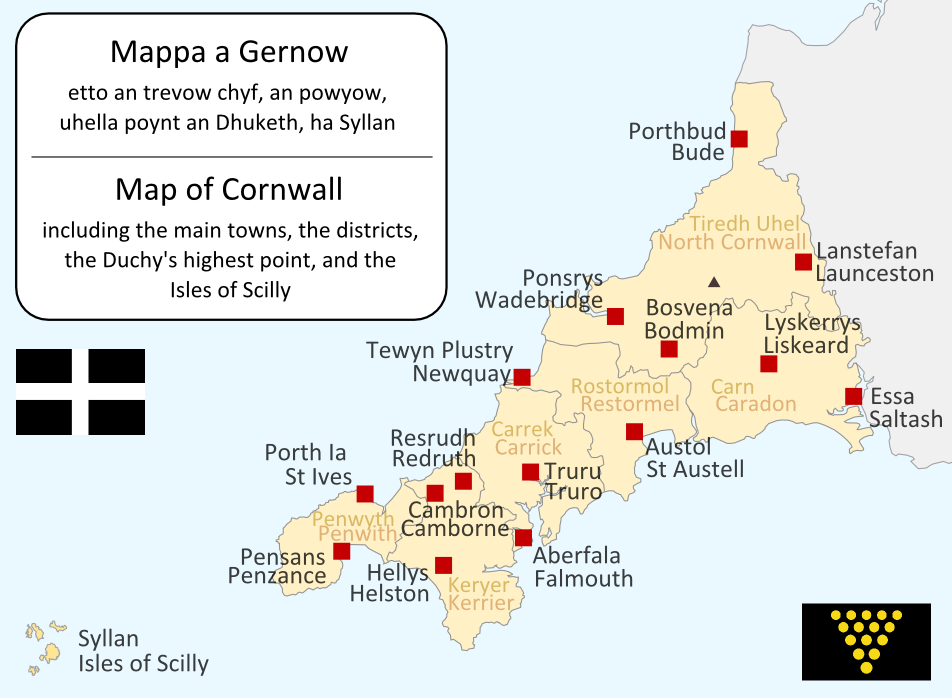
Carte de Cornouailles bilingue cornique - anglais.

#### De l'étain dans le Limousin et en région nantaise
Les Celtes, puis les Romains, exploitèrent des gisements d’étain de la Mine de Montebras, dans la commune de Soumans (Limousin), en France. La découverte de l'étamage est attribuée aux Gaulois Bituriges, qui vivaient dans la région.
À l'époque romaine, on a fabriqué de 6 000  à   9 000 tonnes de bronze, près des mines et des exploitations anciennes de cassitérite (mine d'Abbaretz et de Nozay, en Loire-Atlantique). Vers -1200, -725, des hommes avaient déjà exploité ce sol pour la fabrication du bronze et vers -150, les Vénètes, venus par les côtes atlantiques proches faisaient du commerce avec les Grecs et les Carthaginois.

## Moyen Âge

### Les Normands développent la production d'étain

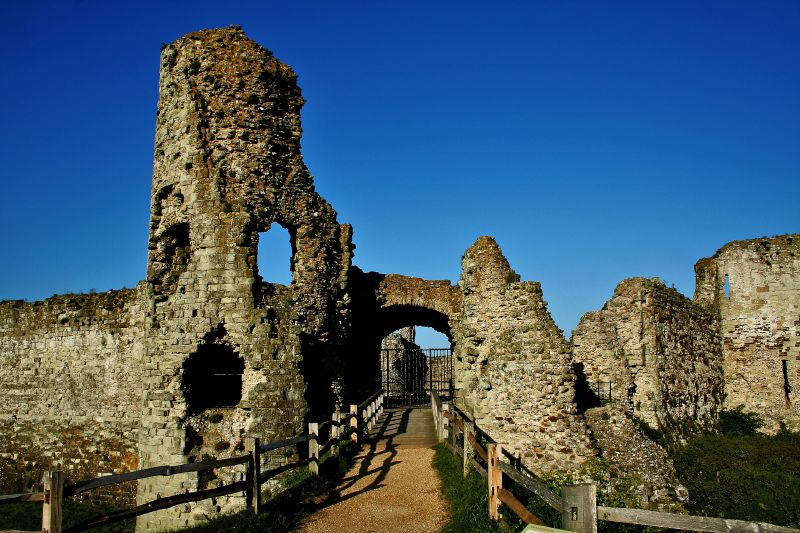
Ruines du château de Pevensey, siège de Robert de Mortain, le protecteur des mineurs d'étain.

Dartmoor fournit assure la plus grande partie de la production européenne d'étain au Moyen Âge. Les traces alluviales de la région montrent des accumulations de déchets d’étain entre 1288 et 1389. Les « Stannaries », organisaient l’extraction et le raffinage du métal en divers districts avec chacun sa charte et son tribunal pour protéger les droits des mineurs, sous Robert de Mortain, demi-frère de Guillaume le Conquérant et premier comte de Cornouailles. 
Henry II d'Angleterre reconnait dans une charte de 1198 que tous les creuseurs et raffineurs méritent le respect des coutumes et des libertés. Il évalue alors la production de Dartmoor à 60 tonnes.
En 1305, le roi Édouard II d'Angleterre décrète des « Stannaries » séparés pour le Devon et la Cornouailles. La production d'étain, 650 tonnes en 1337, chute après la Grande peste à 250 tonnes puis remonte en 1400 à 800 tonnes. Dans le Devon, elle reste inférieure à 25 % de celle de la Cornouailles sur la période 1450-70. Cette proportion monte ensuite à 25-40 % jusqu’au XVIe siècle.

### La production d'argent améliore les infrastructures
La mine d’argent de Combe Martin, au nord du Devon, au bord de la mer, tout près de la Cornouailles, fut l’un des plus riches gisements d’argent de l’histoire de l’Angleterre. La production d'étain profite du fait que l'attrait pour l'argent-métal augmente à la fin du XIIIe siècle, ce qui incite à améliorer les infrastructures de transport dans les Cornouailles.

### La révolte de 1497
En 1497, les mineurs d'étain de Cornouailles combattent la hausse des taxes décidées par Henri VII d'Angleterre, pour financer la guerre contre l'Écosse. Marchant jusqu'à Londres, ils ont un soutien populaire mais sont battus par l'armée royale lors de la bataille de Deptford Bridge, qui a donné son nom à une station du métro de Londres. Malgré cette rébellion, dans les années 1540, la production de Cornouailles augmente rapidement et celle du Devon ne représente plus que 10 % à 11 % de la production de son voisin.

## XVIIesiècle

### Les commerçants chinois puis hollandais en Malaisie
Alors que la première zone d'importance pour l'industrialisation de l'étain était la péninsule de Cornouailles, au sud-ouest de Angleterre, le pays qui a finalement dominé le monde de l'étain sur la plus grande période fut la Malaisie. Le minerai d'étain y doit ses origines au granit de grandes montagnes formées de granit ou de quartzite, le long de la colonne vertébrale géologique de la Malaisie. Les commerçants chinois ont visité la Malaisie au XIVe siècle et de petits groupes de Chinois se sont installés dans la région, où l'étain a finalement été extrait, non loin du détroit de Malacca. 
Les négociants hollandais puis britanniques ont appris aux indigènes à échanger l'étain à plus grande échelle, dans des conditions plus ou moins favorables pour ces derniers, mais dès le XVIe siècle, les Occidentaux ont manqué de compréhension à l'égard de l'exploitation minière dans l'est du pays: ils croyaient que les machines était la façon la plus efficace pour l'extraction du minerai d'étain.

### Les implantations de la Compagnie néerlandaise des Indes orientales

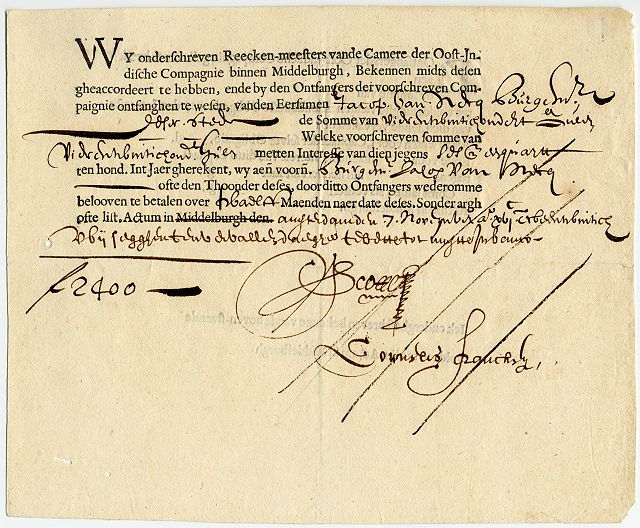
Une « obligation » de la Compagnie néerlandaise des Indes orientales, émise en 1623.

En 1659, les Hollandais de la VOC (Compagnie néerlandaise des Indes orientales) prennent Kuto Gawang et le détruisent, obligeant le susuhunan Abdurrahman déplacer sa cour à Beringin Janggut.
En 1670, la Compagnie néerlandaise des Indes orientales établit un avant-poste à Bengkalis, l'une des îles au sud du détroit de Malacca, et un autre à Perak, à l’entrée du détroit de Malacca, en Malaisie, dans le but de contrôler le commerce de l’étain.
En 1710, la Compagnie néerlandaise des Indes orientales ouvre des mines d'étain pour son propre compte, à Bangka. En 1722, la Compagnie néerlandaise des Indes orientales se voit octroyer le monopole de l’étain à Bangka et Belitung par le Sultan de Palembang, fils du sultan Abdurrahman (1659-1706), qui avait proclamé le sultanat en 1675.

## XVIIIesiècle

### Le rôle des Cornouailles dans la Révolution industrielle
Les mines de Cornouailles ont permis aux Anglais de manufacturer de l'étain en fer blanc, facile à utiliser et bon marché, pour des ustensiles simples, couverts, vaisselles, bassines.
Vers 1730, sir Gilbert Clark découvrit l'art de le travailler. L'étain rapportait en 1802 150 000 sterlings soit 5,6 millions de francs, égalant pour les usages domestiques « le meilleur cuivre d'Espagne ». Le nombre de mineurs d'étain en Cornouailles était évalué jusqu'à 100 000 personnes.
Le XVIIIe siècle en Angleterre vit ensuite l'exploitation du cuivre l'emporter sur celle de l'étain, la fonte du minerai étant effectuée sur place. Au début du XIXe siècle, la Cornouailles était le premier producteur mondial de métal rouge, employant un homme de la région sur trois. La fonte fut ensuite effectuée dans les bassins houillers, où s'étaient installés les premiers entrepreneurs de la fonte britannique.

### L'arrivée des négociants chinois en Indonésie
L'histoire de l'industrie minière de l'étain en Indonésie commence à la fin du XVIIIe siècle. Les immigrants chinois ne sont arrivés en nombre après les années 1780. Les gisements d'étain indonésiens se trouvent dans les îles de Bangka, Belitung, Singkep, Karimun et Kundur.

## XIXesiècle
Au XIXe siècle, l'État de Perak est un important producteur d'étain, dans la riche « Vallée de Pérak ». Les Anglais, qui possèdent déjà les Établissements des détroits de Malacca, Penang et Singapour, s'y intéressent. Mais des querelles entre prince malais et des luttes opposant les sociétés secrètes chinoises, perturbent la production des mines de Perak.
L'île indonésienne de Bangka domine cependant le siècle : elle a produit à elle seule 441 000 tonnes d'étain, de 1718 jusqu'en 1900, dont le tiers, soit 139 000 tonnes, pour les seules vingt dernières années, de 1880 à 1900. C'est grâce à elles que la production indonésienne et réussit une très forte croissance sur les deux dernières décennies du XIXe siècle. Et en 1909-1910, Bangka a connu de nouveau un accroissement spectaculaire de sa production, à 15 700 tonnes.

### Années 1800
L'étain est un métal relativement rare et coûteux au début du XIXe siècle : il vaut 4 500 francs la tonne.

### Années 1810

#### Les rivalités anglo-hollandaises

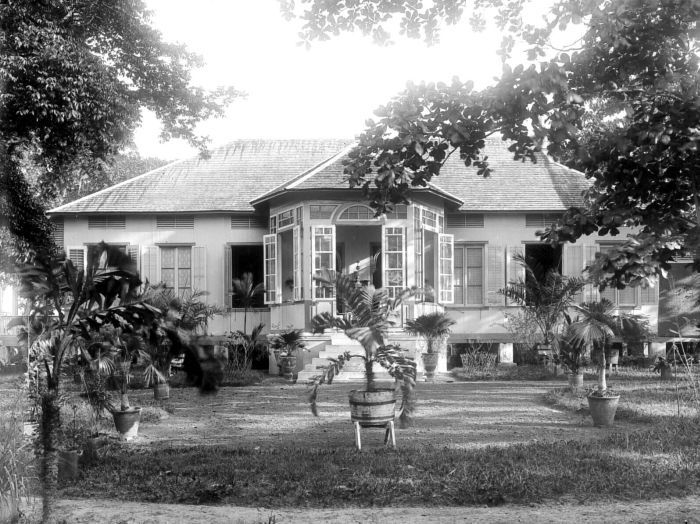
Résidence de l'administrateur de la Billiton Maatschappij à Manggar, chef-lieu du Kabupaten de Belitung oriental, la province des îles Bangka Belitung.

L'île de Belitung, riche en gisement d'étain, sort de l'ombre au début XIXe siècle qu'elle. Le site minier est en effet cédé en 1812 par le sultan de Palembang aux Anglais, rivaux des Hollandais, qui souhaitent que les Anglais renoncent à Singapour. Les discussions entre les deux puissances coloniales rivales reprennent en 1823, alors que Singapour a grandi en importance. Les Hollandais offrent de renoncer à leurs prétentions au nord du détroit de Malacca et à leurs colonies en Inde, en échange d'une confirmation de leurs droits au sud du détroit ainsi que sur la colonie britannique de Bengkulu, qui fut l'objet de combats pendant longtemps entre les deux puissances. 

#### La création de la Billiton Maatschappij
Un accord est trouvé et les Anglais cèdent aux Hollandais l'île de Belitung et ses gisements d'étain, dans le cadre du traité de Londres de 1824, scellant le partage du monde malais en deux. D'un côté ce qui deviendra plus tard, d'une part la république d'Indonésie, de l'autre, la fédération de Malaisie. Les Hollandais Vincent Gildemeester de Tuyll de Serooskerken et John Francis Loudon fondent le 23 mars 1852 la société Billiton Maatschappij, ancêtre de Billiton Maatschappij, avec l'aide financière du prince Willem Frederik Hendrik et obtiennent une concession sur l'île de Belitung qui s'appelle à l'époque « Billiton », nom des roches venues de météorites, très présentes sur le site.

### Années 1820

#### L'attaque du Palembang par les Hollandais
En 1821, les Hollandais attaquent prennent la ville chef-lieu du Sultanat de Palembang et le fort de Kuto Tengkuruk est rasé. Le 7 octobre 1823, le Sultanat de Palembang, qui avait été proclamé en 1675 par le sultan Abdurrahman (1659-1706) est dissous par le gouvernement colonial des Indes néerlandaises et en 1825 son dernier souverain, le sultan Ahmad Najamuddin, est envoyé en exil dans l'île de Banda Neira dans les Moluques.

#### À partir de 1822, l'emballage en fer blanc
En France, Nicolas Appert mit au point, sous le Premier Empire, la conservation des aliments en bocaux, et, à partir de 1822, on utilisa l'emballage en fer blanc, ce qui constitue, selon l'Encyclopædia Britannica, l'une des plus grandes inventions des temps historiques. Parmi les métaux non ferreux, c'est un des plus demandés : il est souple, facile à travailler et transformer. Sa surface brille quand elle est lisse. Résistant remarquablement à l'oxydation et à la corrosion ; il n'est pas toxique, et s'allie très facilement aux autres métaux.

### Années 1830

#### L'ouverture de la mine de Balleswidden

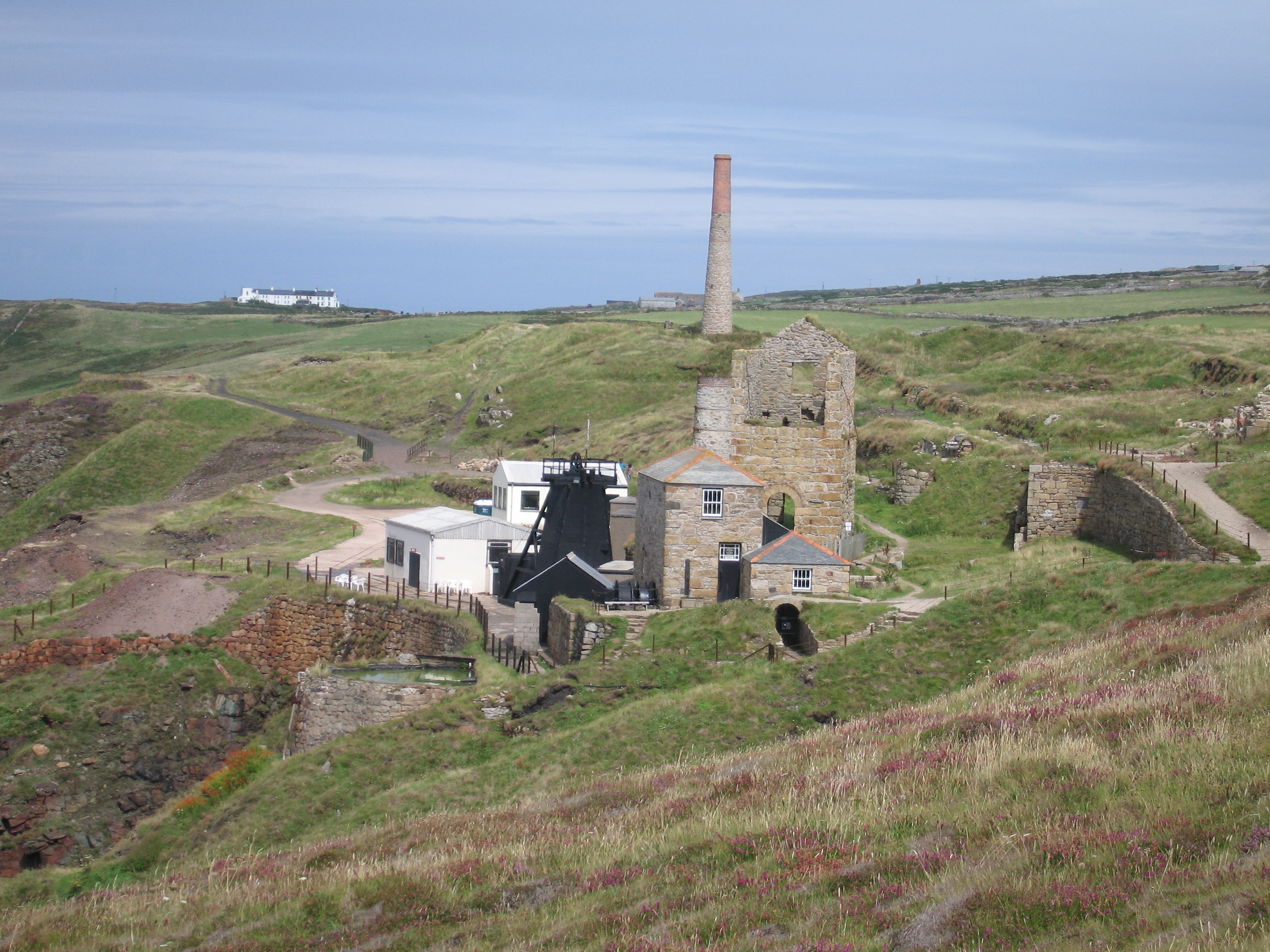

Du minerai d'étain est de nouveau découvert en Cornouailles, en 1830 à Balleswidden, dont la mine, située à seulement 1 mile du village de Saint-Just-in-Penwith. À Balleswidden, il n'y a pas de filon proprement dit, mais une série de petites veines d'étain parallèles. Le puits a une profondeur de 235 mètres et environ 340 mineurs y travaillent toujours deux décennies plus tard.

#### L'arrivée du train à la fonderie de Hayle
La grande fonderie de Hayle, dans la Baie de St Ives, en Cornouailles, occupe le premier rang des mines d'étain de Cornouailles, lorsqu'elle est desservie par une ligne de chemin de fer dans les années 1830.

### Années 1840

#### Mécanisation en Cornouailles

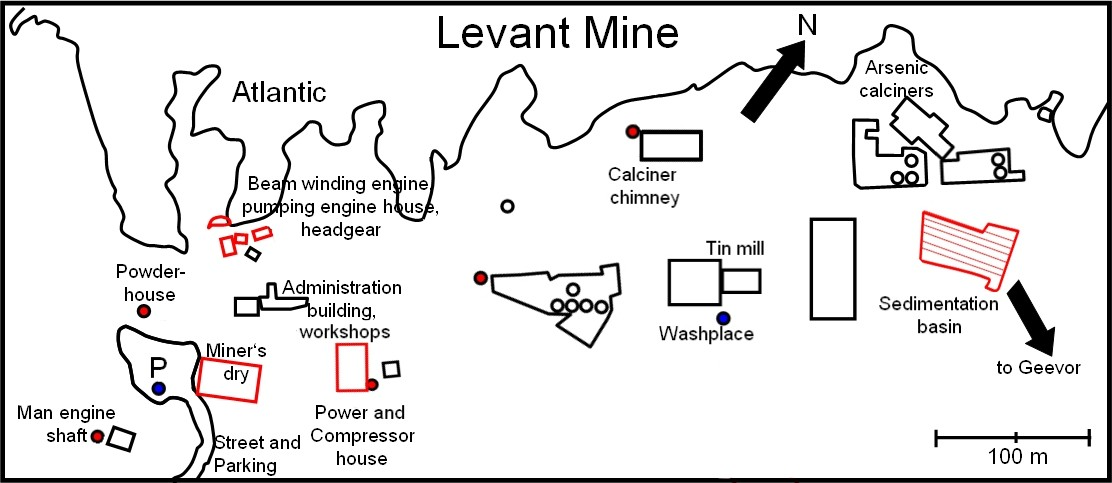
Vue d'ensemble des bâtiments de la Mine du Levant (en rouge, les bâtiments et les ruines encore existantes).

Le Faisceau moteur des mines du Levant est la plus vieille machine à pomper l'eau dans les mines d'étain britanniques retrouvée par les archéologues, même si d'autres machine à pomper l'eau dans les mines ont été utilisées bien plus tôt, dès le XVIIIe siècle. Le Faisceau moteur des mines du Levant a été installé dans les années 1840 dans le village minier cornouaillais de Pendeen, près de Trewellard et la ville de Penzance. La mine d'étain et de cuivre, ouverte en 1820, a atteint une profondeur de 600 mètres et a obtenu le surnom de « la mine en vertu de la mer », parce que les tunnels ont été creusés jusqu'à 2,5 km de la falaise, sous la mer.

#### Grandes découvertes en Malaisie
Les années 1840 entrent dans les annales de l'industrie de l'étain de la Malaisie comme la période des grandes découvertes. De nombreux Chinois sont arrivés en Malaisie, à l'invitation des dirigeants malais. Ces immigrants chinois sont arrivés à Melaka et certains sont devenus mineurs d'étain riches ou des hommes d'affaires. Sungai Lembing devient alors l'une des plus grandes mines d'étain au monde. Les Chinois ayant la crainte superstitieuse de travailler sous terre, l'extraction d'étain a largement pris la forme de profondes fosses à ciel ouvert, avec parfois le périmètre d'un terrain de football. Le minerai subit le « lavage dulang », généralement effectuée par les femmes, dans un moule séparée du sol par le criblage dans de l'eau à l'aide d'un moule en bois de forme conique. Le chauffage et fusion de l'étain ont souvent lieu sur place : le liquide est versé dans de petites boîtes pour former une forme de pyramide allongée appelée « Bidor ». Le transport de l'étain à travers la jungle se faisait au moyen de voies navigables intérieures, de porteurs humains, et de charrettes tirées par des bœufs et des éléphants.

### Années 1850

#### La concession hollandaise de 1852 à Belitung

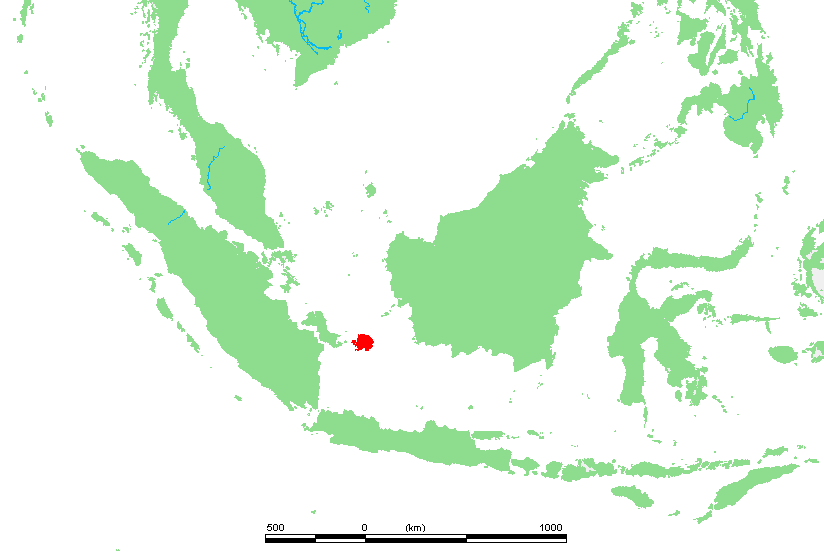
Situation de Belitung en Indonésie

Le souverain Cakraningrat VIII signe en 1851 un accord avec les Hollandais pour l'exploitation de l'étain, pour lancer un site minier plus récent que celui de Bangka, qui date de 1711. C'est en 1852 que la concession fut accordée au Prince Henri des Pays-Bas
avec deux associés, pour l'exploitation de Billiton. La société est constituée en 1860 avec un capital de 5 millions de florins.

#### Les gisements du Limousin redécouverts
En France, en 1858, les gisements d’étain de la Mine de Montebras, dans la commune de Soumans (Limousin), sont redécouverts par l’ingénieur des mines François Ernest Mallard, ce qui relance l’exploitation de l’étain et entraine la fondation de la Société des mines d'étain de Montebras par Henri Poisson en avril 1867. Environ 300 tonnes d’étain furent produites durant la période d’exploitation, qui s'étala entre 1868 et 1914.

### Années 1860

#### En 1860, l'abandon des mines de Malacca
En 1860, les mines de Malacca ont été abandonnées en raison de leurs faibles rendements, mais en 1865, les mineurs chinois étaient partout présents dans les mines dans les États de la Malaisie et des Détroits. La production obtient un grand succès sur les marchés des métaux britanniques et européens en raison de sa meilleure qualité. Forte des gisements de la vallée de Kinta Perak, la Malaisie est devenue le premier producteur d'étain dans le monde.

#### En 1863, les travaux arrêtés aux mines de la Villeder
Les mines d'étain de la Villeder, au nord de Vannes, qui paraissent avoir été exploitées dans une antiquité très reculée, dès la première époque du bronze, avaient bénéficié d'une découverte en 1834, puis avaient été reprises en 1856, date de l'institution de la concession. Située au Roc-Saint-André, la mine a employé jusqu'à 500 personnes. Mais les premiers travaux, faits à ciel ouvert, donnèrent de mauvais résultats
et furent interrompus en 1863. Ils reprendront plus tard et des dizaines de tonnes d’étain en seront extraites. À partir de 1880, l'exploitation a été organisée sérieusement et en profondeur. Les mineurs constatèrent d'abord que les parties superficielles du filon avaient été enlevées par les anciens puis, en profondeur. Ils se heurtèrent, vers une profondeur de 113 mètres, à une région stérile. La mine entra en liquidation en 1886 puis subit sa fermeture en 1904.

### Années 1870

#### Les sociétés chinoises se disputent les mines, Traité de Pangkor

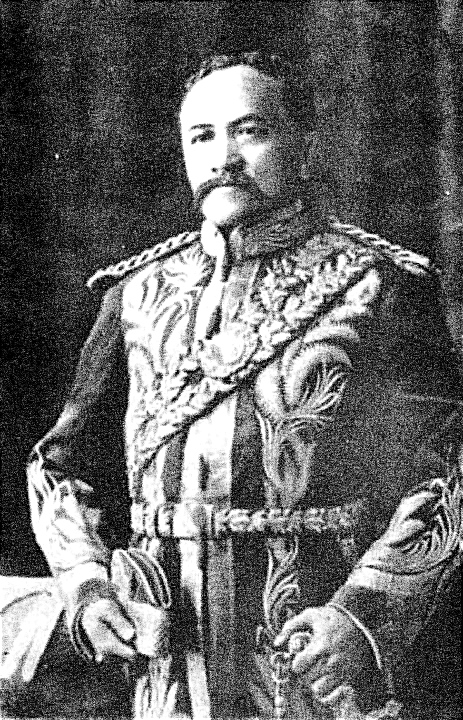
Le sultan Abdullah de Perak.

En 1871, Ali, sultan de Pérak, meurt, alors que deux sociétés secrètes chinoises, Hai San clan et Ghee Hin, se battent pour le contrôle des mines d'étain. Selon le complexe système de succession de l'État de Perak, le prince Raja Abdullah aurait dû être son successeur, mai le prince Raja Ismail est élu, amenant Abdullah à faire appel aux Anglais, qui en profitent pour renforcer leur monopole sur l'étain, secteur en plein essor grâce aux importants gisements de Perak. C'est ainsi qu'est signé en 1874 le traité de Pangkor, entre le Royaume-Uni et le prétendant au trône de Perak, marquant formellement le début de l'intervention britannique dans les affaires des États de la péninsule Malaise.

#### Le mystère de la mine de Dolcoath

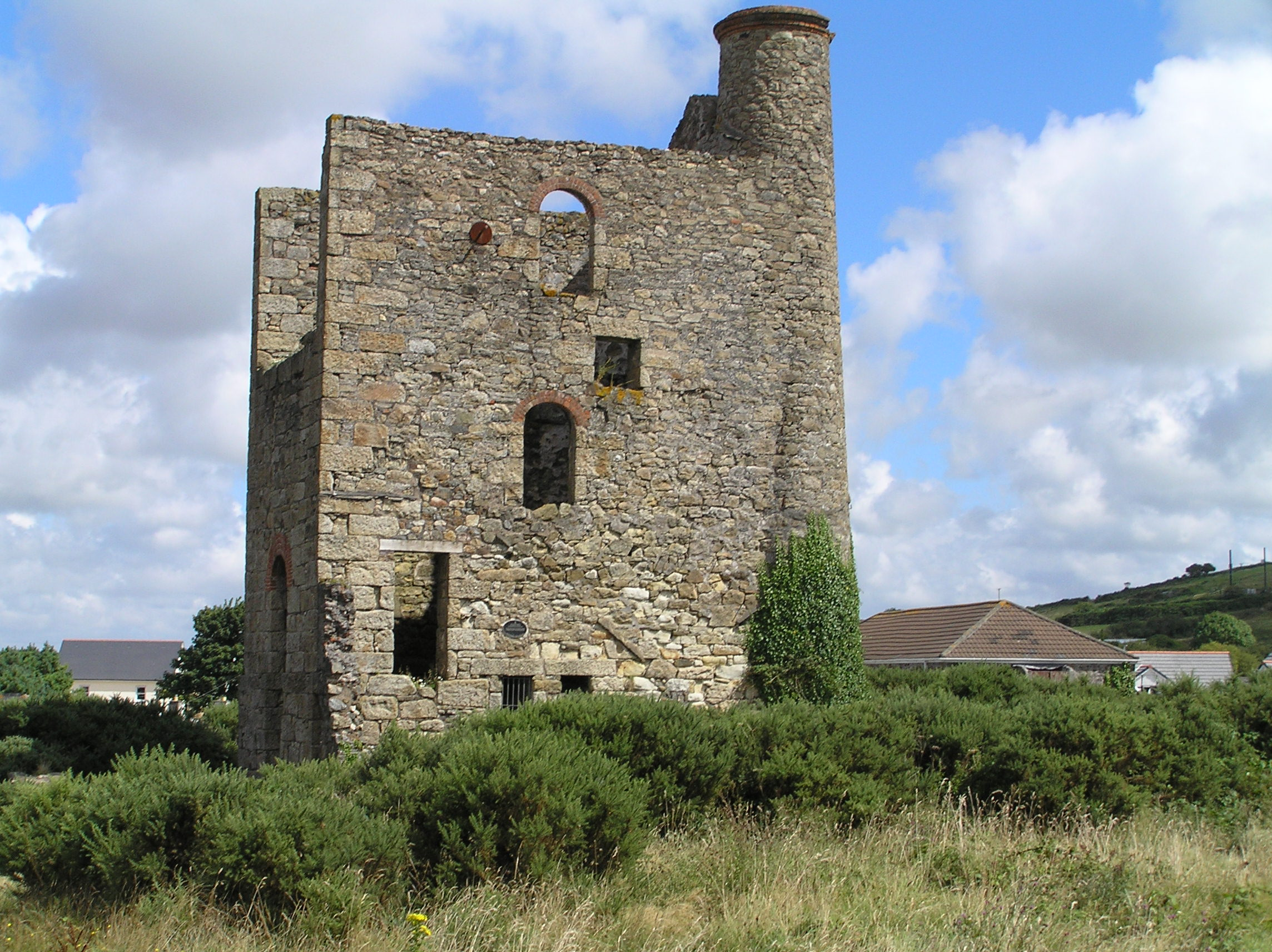
Tour de Pompage de la mine de Dolcoath, construite en 1860.

Dans les Cornouailles, un phénomène mystérieux s'est produite dans la minéralisation
de la Mine de Dolcoath, découvert en 1870, vers 300 mètres de profondeur. De loin supérieure à la production de toute autre mine dans la région des Cornouailles la Mine de Dolcoath fonctionne comme un tour à étages, chacun étant réservé à un métal. Jusqu'à 270 mètres, on y a exploité le cuivre, puis de 270 à 300 mètres, l'étain et le cuivre, au-dessous, l'étain seulement Dans toute la partie ouest de la mine, cette transformation coïncide avec le moment précis où le filon a passé des schistes dans le granite, ce cas s'étant reproduit dans quelques autres mines du même district des Cornouailles.

### Années 1880
Vers 1880, la production mondiale d'étain est estimée à 43 000 tonnes, dont 21 000 tonnes venant des Détroits d'Asie, 8 000 tonnes de Cornouailles, 8 000 tonnes d'Australie, 4 000 tonnes de Chine, et seulement 1 000 tonnes de Bolivie et 100 tonnes du Pérou.
La production de l'Australie et de la Tasmanie, qui était montée à 62 000 tonnes de minerais en 1883, mais elle est vite tombée à 3 000 tonnes en 1890.

#### En Indonésie, la concession de l'île de Singkep
L'île de Singkep a été concédée en 1887 à une société néerlandaise dont le
siège est à la Haye et qui à partir de 1900 va exploiter les alluvions de Kedah
appartenant au Siam dans la presqu'île de Malacca, mais sans connaitre de succès d'ampleur: en 1900, cette société ne produira toujours que 890 tonnes d'étain, avant un déclin qui l'amène en 1909 à 417 tonnes. 

#### La Bolivie perd l'accès au port sur le Pacifique

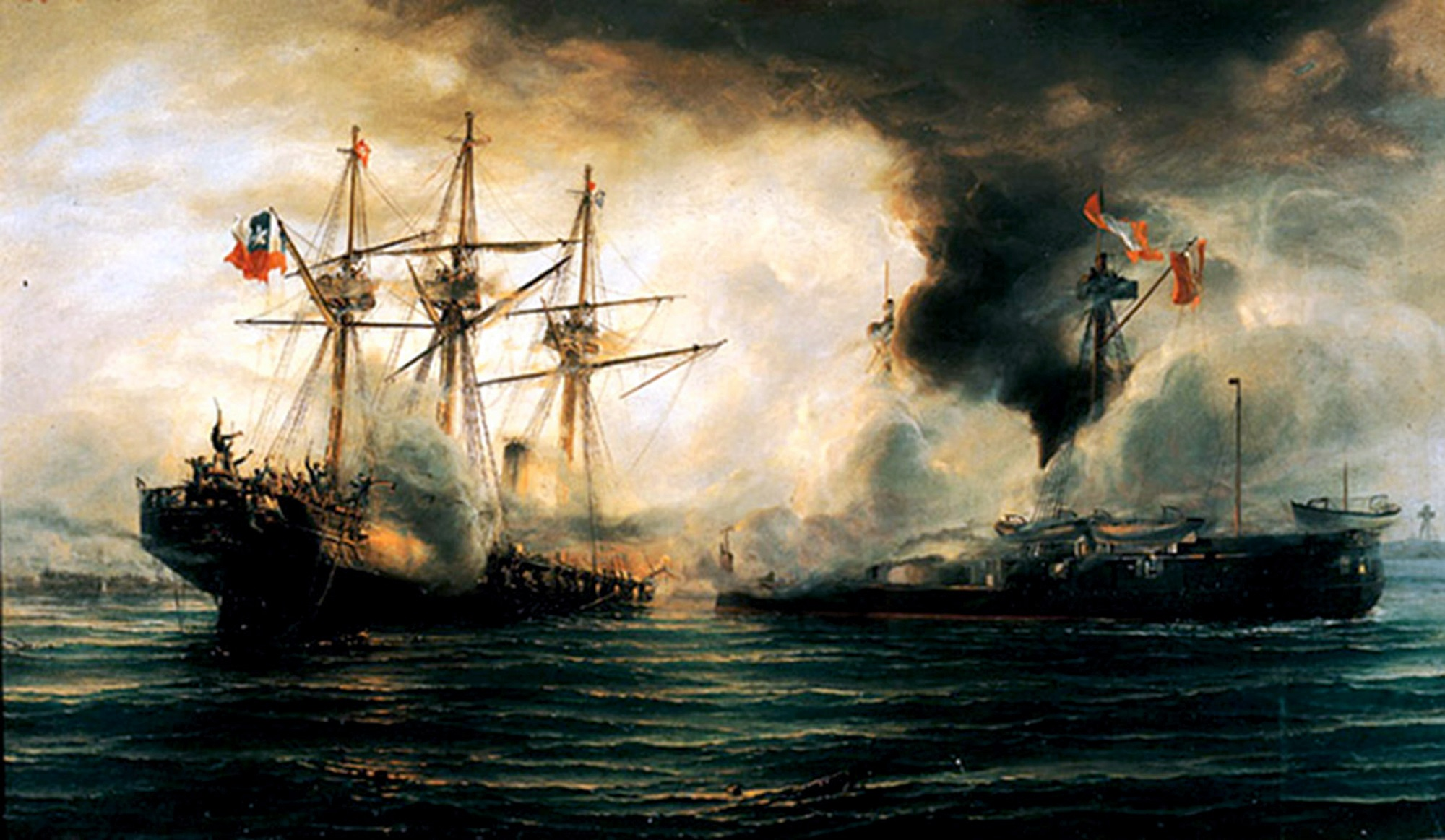
Le Huáscar engage la Esmeralda.
Combat naval d'Iquique lors de la guerre entre Bolivie et Chili, huile sur toile de Thomas Somerscales, XIXe siècle.

En Bolivie, l'étain est souvent présent en filons hydrothermaux, d'autant plus difficiles à exploiter que les mines sont enclavées, ce qui rend difficile l'usage de machines à vapeur. Le pays apparait dans les statistiques mondiales dès 1880, mais avec seulement un millier de tonnes, très loin des grands producteurs. En 1880, la Bolivie est un pays immense sans souveraineté réelle, qui est aspiré par Guerre du Pacifique (1879-1884) contre le Chili, à l'issue de laquelle il perdra son accès à l'Océan et au ports de livraison à l'Angleterre. Les Chiliens occupèrent le port d'Antofagasta et ce fut le début de l'enfermement du pays. Le Chili préparait cette action depuis deux ans, en achetant des armes. La Bolivie se retira de la guerre (1880), laissant le Pérou affronter les troupes chiliennes. La Bolivie va tenter de corriger ce drame nationale en mettant l'accent sur la croissance des activités minières.
La guerre prit fin le 20 octobre 1883 par le traité d'Ancón, selon les termes duquel la province de Tarapacá passait définitivement sous la souveraineté chilienne. Les villes d'Arica et Tacna étaient provisoirement sous le contrôle chilien, jusqu'à la tenue d’un référendum qui devait être organisé au bout de dix ans et qui devait décider de leur avenir. Le référendum fut repoussé pendant des décennies par les gouvernements chiliens successifs et n'eut jamais lieu. La paix entre le Chili et la Bolivie ne fut signée qu'en 1904 (« traité de paix, d'amitié et de commerce »). Finalement, et grâce à l’intervention du président des États-Unis, Herbert C. Hoover, Tacna fut rendue au Pérou en 1929 par la signature d’un nouveau traité le 3 juin, tandis qu'Arica restait au Chili.

#### Les mines d'étain de la région de Chateaubriant
En 1882, Louis Davy redécouvre la cassitérite (oxyde d'étain) dans la région d'Abbaretz et Nozay, près de Châteaubriant, en Loire-Atlantique. Mais ce n'est qu'en 1920 que la Société nantaise des minerais(SNMO) ouvre un puits qu'elle referme en 1926, puis rouvre en 1952 et referme en 1957. Elle emploiera jusqu'à 350 mineurs.

### Années 1890
De 1890 à 1904, la production de l'étain dans le monde a presque doublé mais elle est restée localisée entre cinq grands centres de production, dont l'un, la région des Détroits, fournit, depuis longtemps, les trois quarts de la consommation mondiale.

#### Les Anglais obtiennent une concession de 120 ans à Sungai Lembing

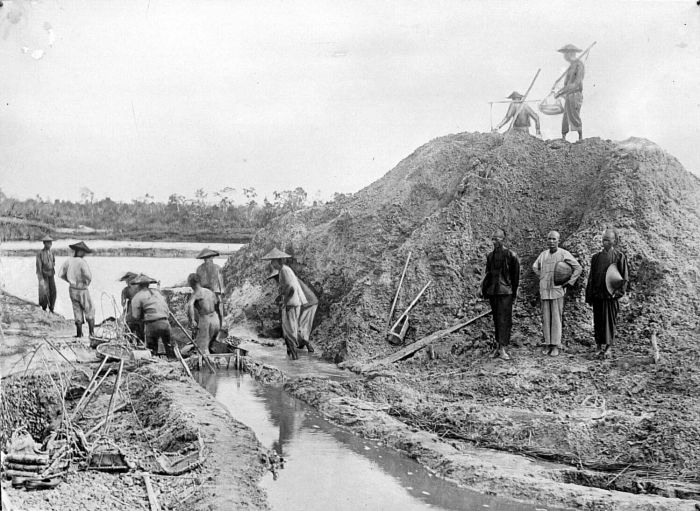
Ouvriers de la Gemeenschappelijke Mijnbouw Maatschappij Billiton à Manggar à Belitung en 1890.

À la fin du XIXe siècle, après le creusement du canal de Suez, les Indes orientales se rapprochèrent de la métropole, l’émigration de colons néerlandais s’intensifia. Les transformations de la révolution industrielle en Europe et dans le monde, firent que les mines d’étain furent exploitées encore plus intensivement. À Sungai Lembing, à partir de 1891, la Société en commandite De Pahang Consolidés, (PCCL), qui était sous contrôle britannique, a obtenu une concession pour 120 ans sur les mines de la région.

#### La constitution d'énormes fortunes en Bolivie, où la production est multipliée par 7
Exploité en Bolivie depuis le début du XIXe siècle, où il prend le relais de l'argent-métal victime d'une baisse des cours, l'étain prend toute son importante à partir des années 1890, devenant le principal produit d'exportation du pays et permettant la constitution d'énormes fortunes. Vers 1893-94, l'ère de argent déclina en raison de l'expansion des mines d'argent américaines, qui s'adaptent plus vite aux crises mondiales de surproduction. C'est le début de l'ère de l'étain, qui représente un millier de tonnes en Bolivie en 1890, puis sept fois plus en 1900 et 18 500 tonnes en 1910, soit une multiplication par 18 en seulement deux décennies.

## XXesiècle
|                | 1861-70 | 1913  | 1929  | 1950  | 1965  | 1980  | 1990  | 2001  | 2010  |
| -------------- | ------- | ----- | ----- | ----- | ----- | ----- | ----- | ----- | ----- |
| Malaisie       | 8.5     | 51.4  | 72.3  | 57.5  | 63.7  | 61.4  | 28.5  | 5.0   | 1.8   |
| Thaïlande      | –       | 6.7   | 9.9   | 10.4  | 19.0  | 33.7  | 14.4  | 2.5   | 0.2   |
| Indonésie      | 6.0     | 20.9  | 35.9  | 32.1  | 14.7  | 32.5  | 31.1  | 56.3  | 56.0  |
| Bolivie        | 0.1     | 25.9  | 46.3  | 31.2  | 23.0  | 27.3  | 17.2  | 12.0  | 20.2  |
| Brésil         | –       | –     | –     | 0.2   | 1.8   | 6.9   | 39.1  | 13.0  | 11.0  |
| Chine          | 0.5     | 8.3   | 6.8   | 7.5   | 25.0  | 16.0  | 44.0  | 99.4  | 120.0 |
| Royaume-Uni    | 9.4     | 5.3   | 3.3   | 0.9   | 1.3   | 3.3   | 4.2   | –     | –     |
| Nigeria        | –       | 4.0   | 11.1  | 8.3   | 9.5   | 2.7   | 0.2   | 1.3   | 0.2   |
| Zaire/RDC      | –       | –     | 1.0   | 13.5  | 6.3   | 3.2   | 1.6   | –     | 6.7   |
| Australie      | 0.1     | 7.8   | 2.2   | 1.8   | 3.8   | 11.6  | 7.4   | 9.6   | 7.0   |
| Afrique du Sud | –       | 2.3   | 1.2   | 0.6   | 1.7   | 2.9   | 1.1   | –     | –     |
| URSS/Russie    | –       | –     | –     | 8.9   | 23.0  | 16.0  | 15.0  | 5.5   | 1.1   |
| Monde          | 25.0    | 134.0 | 196.0 | 169.3 | 201.1 | 235.9 | 220.6 | 249.3 | 265.0 |

### Années 1900
En deux décennies, au tournant du siècle, le cours de l'étain a doublé, mouvement qui s'est opéré essentiellement dans les années 1900. Vers 1890, il était tombé à 2 500 francs la tonne. Ensuite, sa hausse a été considérable et très progressive. En 1907, on le trouve à 3 400 francs, à la fin de 1909 à 3 800 francs, à la fin de 1910 à 4 590 francs, et à la fin de 1911 à 5 350 francs, soit un doublement en deux décennies. Le métal est coté généralement à des cours différents, sous la forme des marques Bangka, Billiton, ou Cornouailles. À une même date, le Bangka peut valoir 459 francs les 100 kilogrammes à la Bourse de Paris, le Billiton 455 francs, et Cornouailles 439 francs. La statistique de 1807 mentionne, comme producteurs des minerais d'étain européens la Grande-Bretagne avec 3 050 tonnes, très loin devant la Saxe avec 125 tonnes, et la Bohême avec 100 tonnes.

#### Des routes et des trains en Malaisie

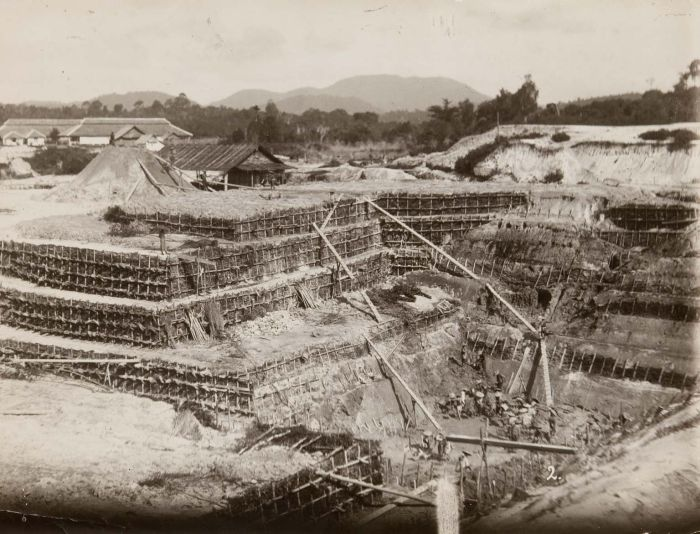
Une mine malaise de la Singkep Tin Exploitatie Maatschappij vers 1900.

Au début du XXe siècle en Malaisie, la construction de routes carrossables et ferroviaire a commencé, le transport de l'étain de la jungle devenant ainsi moins onéreux et plus facile, ce qui a permis d'alimenter le marché mondial en plus grandes quantités.

#### La découverte du gisement d'étain de «La Salvadora », en Bolivie
Pendant ce temps, en 1900 en Bolivie, Simón Iturri Patiño, pionnier de l'exploitation de l'étain part à la recherche de filons de métal blanc, seul avec sa femme dans la montagne bolivienne. Il découvre un immense gisement d'étain, baptisé « La Salvadora », qui deviendra la mine la plus importante du pays, l'exploite avec les méthodes les plus modernes, recrutant les meilleurs ingénieurs mondiaux. Il commercialise le minerai, crée des fonderies, fonde une banque, investit en Malaisie et au Canada, pour devenir un multimilliardaire surnommé « le Rockefeller des Andes ».

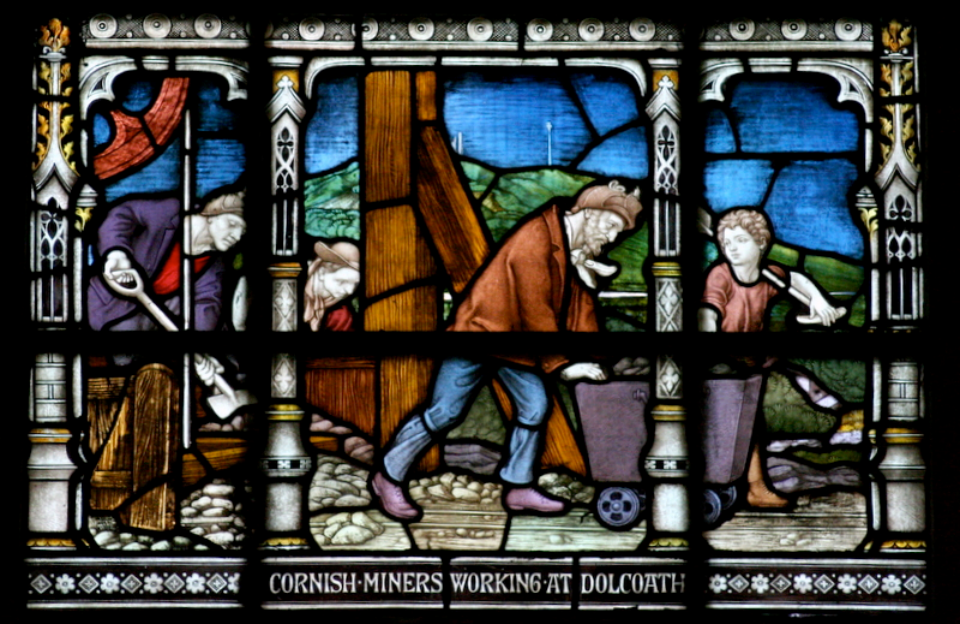
Mineurs à Dolcoath sur un vitrail des années 1890. Les Cornouailles anglaises restent le troisième producteur mondial au tournant du XXe siècle.

Au cours de cette décennie, la Bolivie reste le numéro deux mondial de l'étain derrière les détroits d'Asie, dont la production augmente de 9 % tandis que celle de la Bolivie est multipliée par 2,6 pour atteindre 18 500 tonnes. Les Cornouailles anglaises restent troisième avec 5 000 tonnes, juste devant le Yunnan chinois et l'Australie, tous deux à environ 4 500 tonnes. En 1908, l'île indonésienne de Bangka a produit à elle seule 11 670 tonnes, mais, pour 1909-1910, elle a connu un accroissement spectaculaire, à 15 700 tonnes.

### Années 1910

#### La forte demande américaine et le succès de l'étain recyclé
Les États-Unis à eux-seuls consomment 40 % de la production mondiale au début des années 1910. Leurs importations ont atteint en 1910, de 47 250 tonnes, soit 10 000 de plus qu'au début de la décennie, qui voit aussi le traitement des vieux fers-blancs par le chlore, pour en extraire l'étain, organisé à grande échelle. Dans la région rhénane (Essen), on en traite 75 000 tonnes par an et aux États-Unis, 60 000 tonnes, soit au total 160 000 tonnes dans le monde, pouvant fournir 3 000  à   3 500 tonnes d'étain. 

#### Le déplacement de la production des îles indonésiennes vers la Bolivie

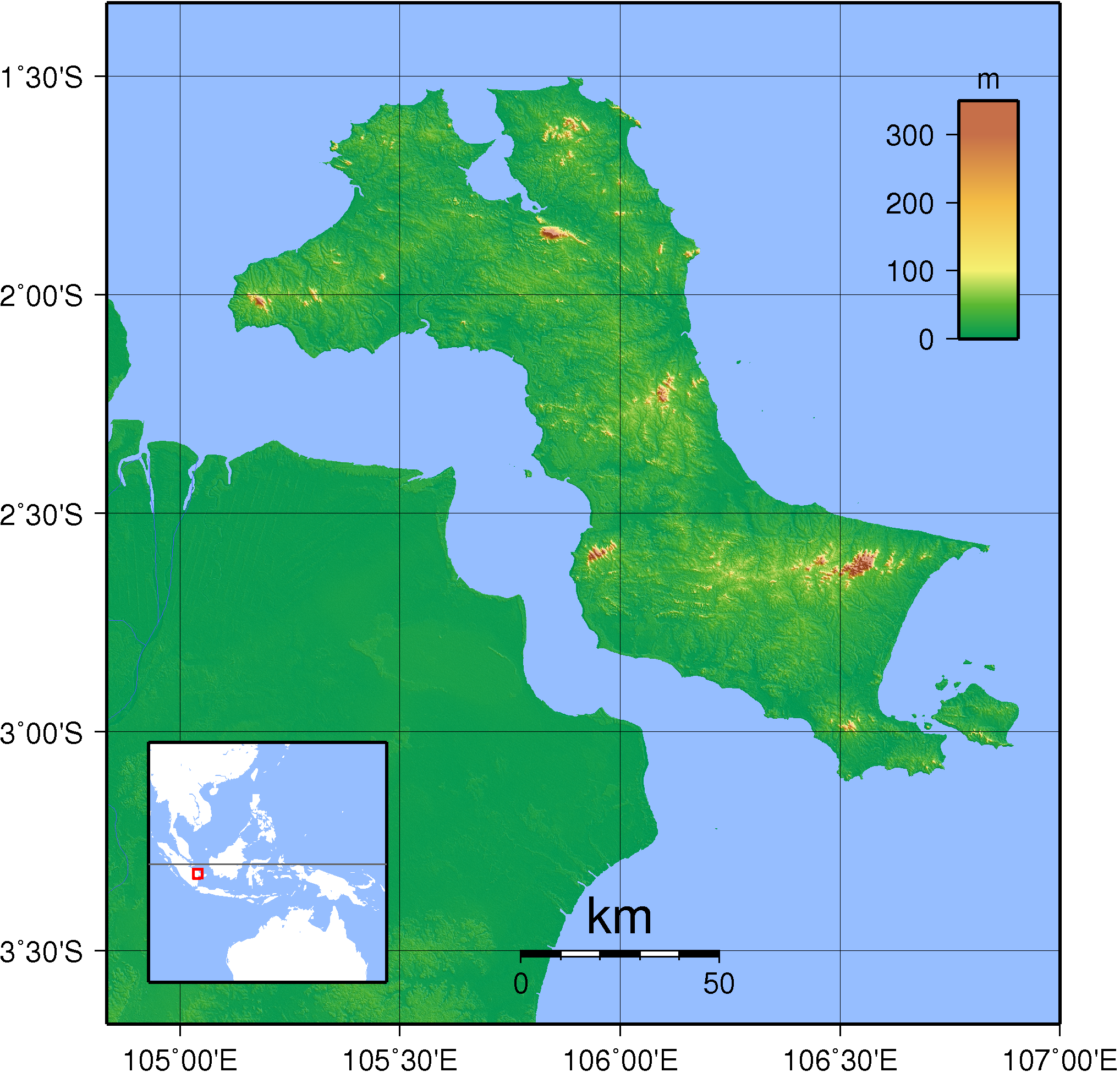
Topographie de l'île de Bangka.

Le grand centre de production de l'étain dans le monde est toujours la région dite « des Détroits », comprenant les États anglais de la presqu'île de Malacca et, par extension, les îles néerlandaises de Bangka et Belitung. La répartition de cette production, est d'environ 70 % pour les États Malais et 30 % pour les îles hollandaises, dont 22 % pour Bangka, 7 % pour Billiton et 1 % pour Singkep. Pour les Indes néerlandaises, confrontées à l'usure des gisements, les géologues n'estiment pas que l'exploitation puisse durer encore plus d'une vingtaine d'années. Les alluvions de la presqu'île de Malacca, quoique moins anciennement fouillées, commencent à s'épuiser eux aussi. 
Le nombre des mineurs de l'ensemble de la région diminue. Il a été, en 1908, de 231368 (soit 36287 ou encore près de 25 % de moins qu'en 1907. En 1919 en Bolivie, les mines sont au contraire en pleine période d'embauche. La forte demande mondiale et les cours élevés amènent les ouvriers de la Mine de Huanuni, alors exploitée par Simón Iturri Patiño, à se mobiliser pour réclamer des journées de 8 heures.

### Années 1920

#### Création d'une coentreprise entre Billiton et le gouvernement indonésien

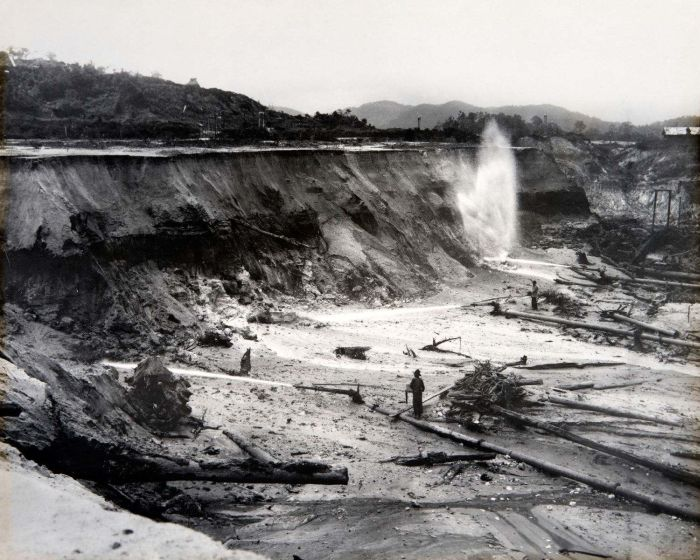
Une mine de la Singkep Tin Maatschappij en 1928.

Vers 1920, les sites miniers de l'île de Belitung sont menacés par l'épuisement du minerai alluvial, malgré ou à cause des prix élevés dus à la forte demande mondiale. Ce fut la raison pour laquelle la société coloniale décida de classer l'île sur le plan administratif. À partir de 1920, les municipalités locales ont reçu plus de contrôle et ont été considérés comme responsable de l'utilisation durable de la forêt et l'entretien des routes. Les préoccupations des européens concernant municipalités ont été d'imposer une gouvernance européenne.
Après une brève menace de nationalisation par le gouvernement indonésien en 1924, l'exploitation des mines d'étain de Belitung est logée dans une coentreprise entre le gouvernement et la Billiton hollandaise. Le gouvernement détient alors 62,5 % du capital de la société, qui est aussi intéressée aux mines d'étain de Singkep, confrontées aux mêmes risques d'épuisement du minerai alluvial. L'opération se fait via une filiale spécialisée, la Singkep Tin Maatschappij. Billiton Société a également étendu ses activités aux mines de bauxite, en 1934, en fondant la « Dutch East Indian Bauxite Company », la production mondiale d'aluminium continue à croître malgré le Krach de 1929.

#### L'empire mondial de Simón Iturri Patiño
Dans les années 1920, Simón Iturri Patiño rachète des mines en Malaisie et au Nigeria avant de se lancer dans le raffinage du minerai. En Grande-Bretagne, il prend le contrôle de la plus grande fonderie d'étain du monde, la Williams Harvey and Co, implantée à Liverpool. À la fin des années 1920, l'« empire Patiño » contrôle plus de 10 % de la production mondiale d'étain, sur presque tous les continents, et emploie plus de 20 000 ouvriers. Extraite au prix de 350 dollars en moyenne au milieu des années 1920, la tonne d'étain en provenance de ses mines est revendue sur les marchés internationaux 1 400 dollars. Sa fortune, estimée à 500 millions de dollars, est supérieure au budget de l'État bolivien.
Moritz Hochschild, né en Allemagne en 1881 chez des marchands juifs de la région de Francfort, a étudié l'industrie minière à l'université de Fribourg avant d'arriver en Bolivie en 1921. Il s'est lancé lui aussi dans l'exploitation de l'étain, rachetant les mines boliviennes et se diversifiant dans le zinc, l'argent et le tungstène. Avec Simón Iturri Patiño, il soutient le Parti libéral contre les conservateurs, proches des grands propriétaires terriens.

### Années 1930

#### L'Asie du Sud-Est surmonte le Krach de 1929

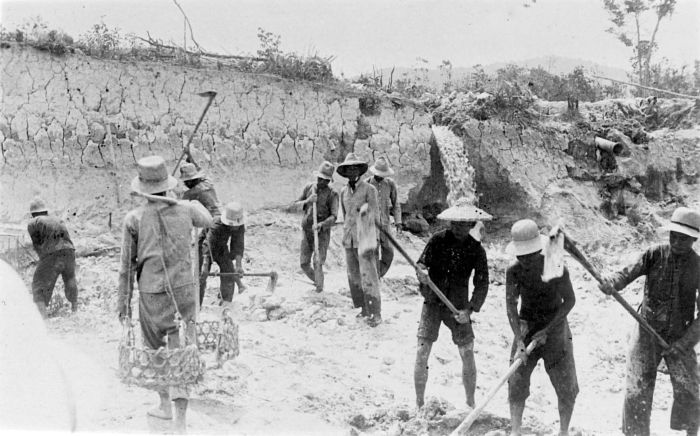
Ouvriers dans une mine d'étain indonésienne à Bangka en 1930.

Dans le secteur traditionnel de la Malaisie et de l'Indonésie, la production d'étain a connu d'importantes fluctuations entre les deux guerres mondiales, passant du simple au triple. Après s'être très fortement développée dans les années 1920, passant de 22 000 tonnes à plus de 35 000, elle retombe après la crise générée par le krach de 1929, au-dessous de 13 000 tonnes en 1933, puis rebondit très fortement, pour atteindre près de 40 000 tonnes en 1937. L'approche de la Première Guerre mondiale provoque un nouvel accroissement, qui porte la production jusqu'à 54 000 tonnes en 1941. La part de l'Indonésie dans la production mondiale passe de 15 % en 1925 à 16,5 % en 1936, pour atteindre 19 % en 1940. Durant cette même période, la part de la Malaisie britannique reste à peu près constante, avec même une légère tendance à la baisse. En Indonésie, l'exploitation est très fortement concentrée autour de deux grands acteurs. D'une part, la grande société d'État à Bangka, qui fournit, selon les années, entre 60 et 65 % de la production indonésienne (10 à 12 % de la production mondiale) et double sa production en vingt ans. D'autre part, la Compagnie privée Billiton Maatschappij, qui produisait à Belitung même, 30 à 33 % de la production du total indonésien, et contrôle l'exploitation de Singkep et ses grandes mines d'étain à ciel ouvert.

#### Le cartel de 1933 à 1937
L'entente entre producteurs d'étain se met en place dans les années 1920, visant au contingentements des exportations. Lors de la crise des années 1930, les rois de l'étain boliviens Simón Iturri Patiño et Moritz Hochschild mettent momentanément leurs rivalités de côté pour créer une entente internationale de l'étain destinée à éviter un effondrement trop rapide des prix.
La crise mondiale affecta particulièrement l'industrie automobile, grande consommatrice d'étain, se traduisit par une chute de la production, tombée à 24 904 tonnes en 1933. Dès lors, grâce aux mesures prises pour réglementer le marché dans le cadre international et soutenir les cours mondiaux, la production s'est relevée, atteignant 77 542 tonnes en 1937.  
Dès 1931, un accord intergouvernemental — et non plus privé —, renouvelé en 1934, en 1937, puis en 1942, mit en place un « Comité international de l’Étain ». La France y participait au titre de l'Indochine. Ce comité ne prit forme juridiquement fin qu'en 1946, mais dont l'action avait cessé en 1939. L'entente est transformée en accord officiel conclu sur une base paritaire entre pays producteurs et pays consommateurs après la guerre 1939-1945: c'est le Groupe d'Étude International de l'Étain, créée en 1947
C'est à partir de 1936 que deux mesures drastiques furent employées pour faire face à une période de surproduction :
- des restrictions de production (les quotas sont descendus à 49 % pour l'année 1934 et 35 % pour le deuxième semestre 1938)[17].
- des stocks tampons qui, à trois reprises, absorbèrent des excédents temporaires. Le stock tampon différait du stock régulateur moderne en ce qu'il avait pour rôle principal d'« éponger » des excédents. Cependant, dès l'accord de 1937, on trouve comme objectif de « régler la production et les exportations afin d'ajuster la production à la consommation, de prévenir les rapides et sévères fluctuations de prix et de maintenir des stocks raisonnables »[17].

#### La rapide montée en puissance de la Bolivie
À la fin des années 1930, lorsque la guerre bloque les mines asiatiques, Simón Iturri Patiño traite dans ses fonderies plus de 60 % de la production mondiale d'étain, ce qui lui donne un rôle politique très important: après des hésitations, en 1939-1945, il se placera du côté des alliés auxquels il assure l'exclusivité de sa production d'étain, comme il l'avait fait en 1914-1918.
Les conquêtes japonaises rendirent les gisements asiatiques inaccessibles aux Alliés, et les Anglo-Saxons durent, pour approvisionner leur industrie de guerre, favoriser le développement de l'extraction dans les pays autrefois petits producteurs. La Bolivie, le Nigeria et le Congo belge, devenus les principaux fournisseurs de minerai, livrèrent au total, en 1944. 63 % de la production mondiale.

### Années 1940

#### Les «barons de l'étain» boliviens face au nazisme

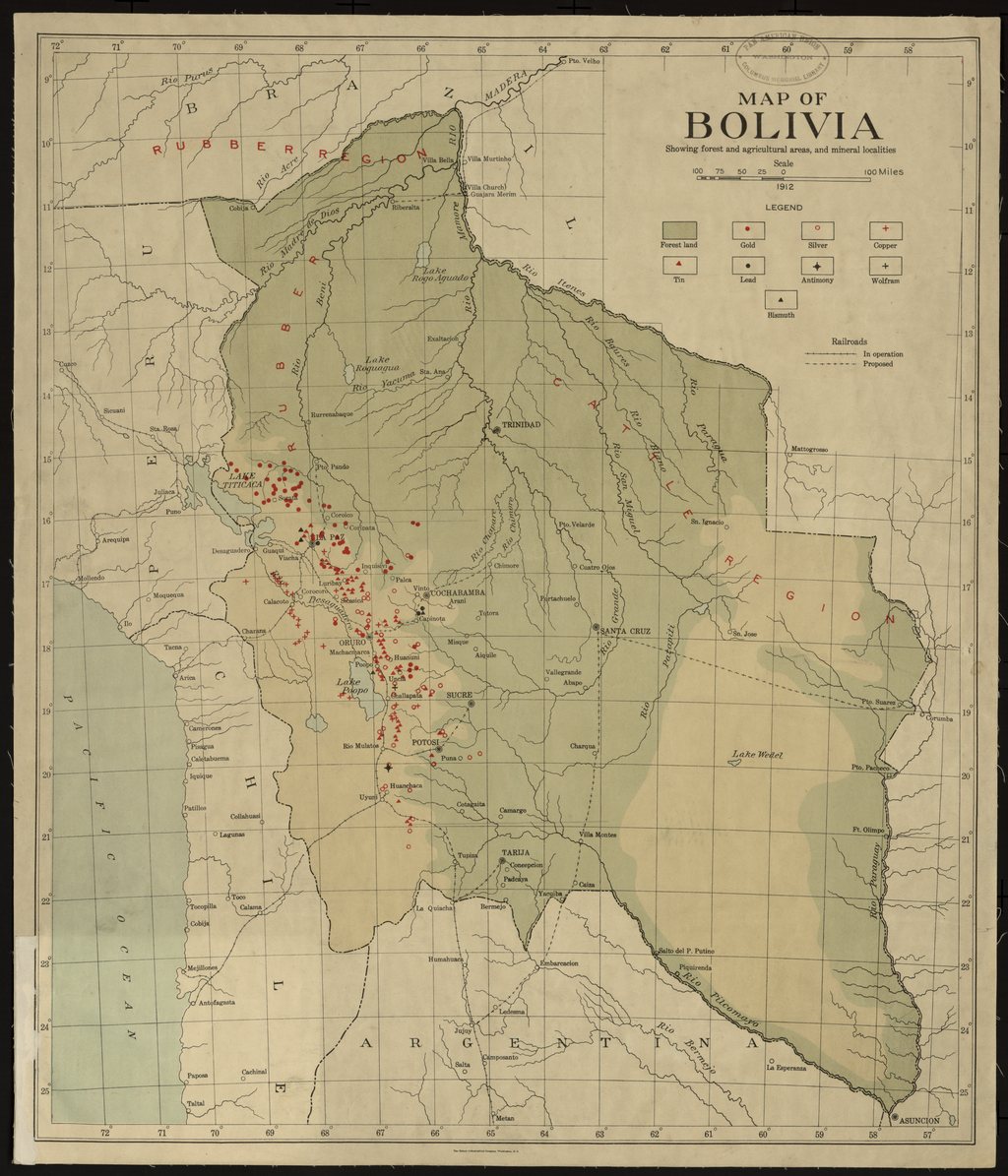
Carte montrant la localisation des mines européennes en Bolivie.

Avant 1939, la presque totalité des exportations boliviennes était dirigée vers la Grande-Bretagne, où les concentrés étaient raffinés. En 1940, installé en Espagne, Simon Patiño regarde avec bienveillance ce qui se passe en Allemagne, pays dans lequel il a de nombreux intérêts. Il se demande s'il ne serait pas opportun de soutenir l'effort de guerre nazi. Au même moment, le Reich multiplie les avances en ce sens. Mais un autre des « barons de l'étain » boliviens, Moritz Hochschild - qui est juif - n'a aucune sympathie pour le régime nazi et pense qu'un jour ou l'autre les États-Unis entreront en guerre. Il se précipite à Washington, pour signer un contrat avec Phelps Dodge pour la fourniture de grosses quantités d'étain. Simon Patiño finira lui aussi par se rallier au camp allié, dont il deviendra le principal fournisseur d'étain.
Résultat, en 1940, un accord fut signé entre les représentants de l'industrie minière bolivienne et le gouvernement américain pour l'achat de 18 000 tonnes par an d'étain bolivien, sur une durée de 5 ans, le transport étant à la charge des États-Unis. Pour que ce minerai soit traité sans perdre de temps aux États-Unis, ceux-ci ont construit la Fonderie d'étain de Texas City (Texas), dont l'entrée en fonctionnement a lieu dès avril 1942. En 1946, année de l'expansion maximale de l'usine, elle compte 850 employés et produit 43 500 tonnes longues par an, soit 45 % de la production mondiale.
La Bolivie n'est cependant plus que le deuxième producteur mondial en 1948, bien qu'elle produise 50 % de plus qu'avant guerre, avec 37 300 tonnes. En 1938, les ouvriers de la Mine de Huanuni se syndiquent, et en 1944, la Fédération nationale des travailleurs miniers de Bolivie est créée sur le même site.

#### Le Congo belge, quatrième producteur mondial
L'un des grands gagnants de la pénurie de métaux pendant la Seconde Guerre mondiale est le Congo Belge, devenu le quatrième producteur mondial, qui a presque doublé sa production et qui est passé de 5 000 tonnes en 1935, à, un peu plus de 7 000 tonnes au cours de la période 1935-1939, puis 15000 en 1947, soit un triplement en une douzaine d'années.

#### L'étain thaïlandais étouffé par la Guerre du Pacifique
Les Anglais contrôlaient toute l'industrie stannifère thaïlandaise avant la Guerre du Pacifique. La production du Siam, qui était avant la guerre la quatrième au monde (14 900 tonnes métriques en 1938), est tombée à 10 000 tonnes en 1942 et 5 000 tonnes en 1943, la production extrême-orientale dépassant alors largement les besoins japonais. Le traité de paix conclu en 1945 entre le Royaume-Uni et le Siam, inclut à la demande du premier une clause aux termes de laquelle le Gouvernement de Bangkok s'engage à encourager la production de l'étain et à en réglementer le commerce au profit des Anglo-Saxons, mais qui ne parviendra pas à ses objectifs.

#### Les nationalisations en Indonésie
À l'époque coloniale indonésienne, l'étain était exploité par la société publique Banka Tin Winning Bedrijf (BTW) à Bangka, par les entreprises privées Pays-Bas Gemeenschappelijke Mijnbouw Maatschappij Billiton (GMB) à Belitung et NV Singkep Tin Exploitatie Maatschappij (NV SITEM) à Singkep, mais après l'indépendance en 1945, ces trois sociétés sont nationalisées. Durant la période 1953-1958, elles deviennent trois entreprises publiques distinctes.

### Années 1950
À plusieurs reprises, l'étain subit une chute prononcée des cours en début de décennie, en particulier depuis la réouverture à Londres du marché libre de l'étain au début de 1950.

#### De la surproduction au déficit mondial
La chute des cours en début de décennie se produit en raison d'un phénomène de surproduction qui s'explique par le maintien sur le marché de certains producteurs qui s'étaient substitués à l'Indonésie au cours de la Seconde Guerre mondiale. De plus, la Malaisie a vu sa production se relever fortement en 1948 et poursuivre son avance en 1949, au point de peser plus du tiers de la production mondiale. 
Les producteurs profitent ensuite de la forte croissance mondiale des Années 1950, qui soutient les cours mondiaux. Alors que la production mondiale de fer-blanc se chiffrait à 3,2 millions de tonnes en 1938, elle avoisine les 8 millions à la fin de la décennie et la consommation d'étain n'a pas crû dans les mêmes proportions.

#### L'accord international de 1954 entre producteurs et consommateurs
Un Groupe d'Étude International de l'Étain a été créée en 1947 pour se consacrer à l'enquête sur l'offre et la demande mondiale d'étain. Son travail a conduit au traité appelé Accord International sur l'Étain, signé en 1954, et à la formation officielle de l'ITC en 1956. Les objectifs principaux étaient d'éviter les fluctuations excessives du prix de l'étain et d'assurer aux utilisateurs un approvisionnement suffisant en étain, à un prix raisonnable et à tous moments, tout en protégeant les gisements d'étain contre les effets pervers des déchets superflus ou de l'abandon trop prolongé.

#### La nationalisation des mines en Bolivie
En Bolivie, lors de la Révolution de 1952, les grandes mines d’étain (70 % de la production totale du pays), appartenant aux groupes des trois « barons de l'étain », Simon Patiño, Félix Aramayo et Moritz Hochschild, un Allemand qui a fait fortune en Amérique latine, sont nationalisées par le gouvernement de Víctor Paz Estenssoro et son Mouvement nationaliste révolutionnaire, qui vient de gagner les élections. Ces grandes mines sont regroupées au sein de la Coopérative minière bolivienne.

### Années 1960

#### Djakarta créé trois agences publiques puis les regroupe
En Indonésie, en 1961, l'État a créé le Badan Pimpinan Umum Perusahaan Tambang Timah Negara (« agence à direction publique des entreprises d'exploitation de l'étain de l'État ») pour coordonner les trois sociétés publiques spécialisées dans la production d'étain. En 1968, l'agence et les trois entreprises sont rassemblées en une seule, Perusahaan Negara (PN) Tambang Timah (« entreprise d'État pour l'exploitation de l'étain »).
Les anciennes dragues à vapeur, encore en service dans le pays au début de la décennie, mais elles ont des moteurs électriques, ce qui leur permet de descendre jusqu'à 45 mètres de profondeur. Le dragage est la méthode la plus efficace quand le gisement est étendu et situé dans un terrain marécageux, comme c'est souvent le cas dans le Sud-Est asiatique. Le mineur installe un ponton flottant, équipé d'un excavateur formé d'une chaîne sans fin munie de godets, et d'un concentreur.

#### La recherche des dépôts alluvionnaires en Bolivie
En Bolivie, l'extraction se fait principalement dans des mines souterraines exploitant des filons. La roche, attaquée au pic pneumatique ou à l'explosif, contient des traces de d'apatite, béryl ou de tourmaline dont la séparation accroît le prix de revient. Ce qui explique la recherche de dépôts alluvionnaires.

### Années 1970

#### Le marché dominé par la Malaisie et ses trois poursuivants
Au cours des années 1970, les prix de l'étain payés aux mineurs ont progressé plus vite que le coût de la vie. En 1970, le métal se payait 8,20 dollars le kilo. En 1980, c'était 11,01 dollars le kilo, en dollars constants de 1977, c'est-à-dire une fois l'inflation prise en compte. Grâce à ces cours élevés lors de ces années 1970, la Malaisie représente encore 30 pour cent de la production mondiale, avec 63 000 tonnes, et emploie plus de 40 000 personnes dans l'industrie de l'étain.
À la fin des années 1970, trois autres pays ont des productions à peu près proches et fournissent, avec la Malaisie, les deux tiers de l'étain mondial : Thaïlande, Indonésie et Bolivie. Sur une production mondiale de 239 000 tonnes en 1979, la Thaïlande en assurait 34 000, l’Indonésie 29 000 et la Bolivie 27 000. 

#### Diversité des technologies et traitement de plus en plus local
Les méthodes d’extraction, qui influent sur les coûts de production, sont très variables : mines souterraines en Bolivie, en Australie et en Grande-Bretagne (aux coûts très élevés) ; petites pompes à gravier en Malaisie, Thaïlande, Indonésie ; dragues dans ces trois pays. 
En général, le minerai est concentré sur les lieux de production. Ce concentré est ensuite fondu. Les capacités de fusion - autrefois installées dans les pays consommateurs - se situent plus en plus dans les pays producteurs, dès les années 1970 : seuls l’Australie, la Bolivie et le Zaïre ne fondent pas encore la totalité de leur production. Par contre, la Malaisie possède traditionnellement des activités métallurgiques supérieures à sa production. Des pays développés, seuls le Royaume-Uni et, dans une moindre mesure, l’Espagne, les Pays-Bas, les États-Unis et le Japon ont conservé des capacités limitées de fusion.

### Années 1980

#### L'effondrement de l'ITC
Avec l'avènement de l'aluminium, des polymères pour les boîtes et de l'augmentation du recyclage d'étain par l'industrie, la demande pour l'étain a diminué considérablement au début des années 1980. C'est l'époque du Corner sur l'étain de 1982, organisé par le trader Marc Riche avec la Malaisie pour contrôler le marché après avoir proposé aux pays producteurs un plan à l'échelle mondiale.
En octobre 1985, l'ITC ne pouvait plus maintenir le prix en achetant l'étain sur les marchés des métaux. Il s'est finalement retrouvé à court d'argent. Les tentatives pour le refinancement de cette institution ont finalement été abandonnées, et depuis, comme pour beaucoup d'autres matières premières, le cours de l'étain a diminué de façon générale.

#### La réorganisation de Timah en Indonésie

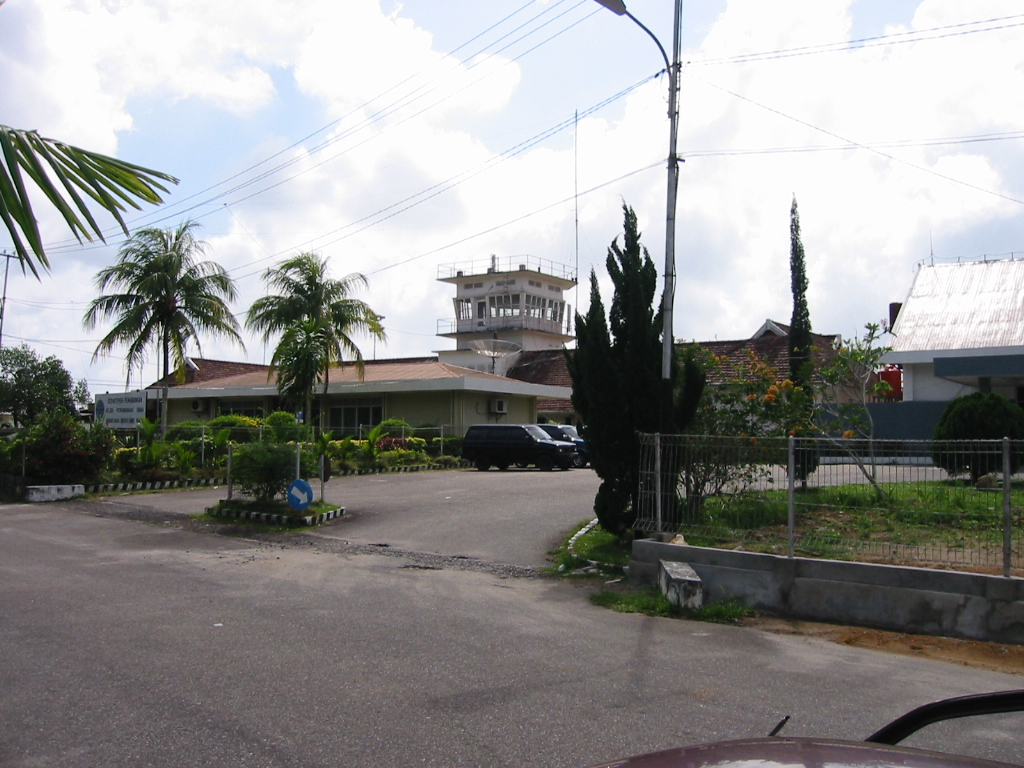
Aéroport de Pangkal Pinang, nouveau siège de Timah.

L'effondrement de l'International Tin Council en 1985 déclenche une crise de l'industrie mondiale de l'étain et pousse l'entreprise publique indonésienne Timah, plus gros producteur mondial d'étain, à des changements radicaux en 1991-1995, incluant notamment sa réorganisation, le transfert de son siège à Pangkal Pinang, son rééquipement et l'abandon d'activités qui ne sont pas son cœur de métier.
Le gouvernement privatise une partie de Timah par le biais d'une introduction en bourse le 19 octobre 1995 sur trois marchés distincts, à la bourse de Jakarta, la bourse de Surabaya et le London Stock Exchange. Environ 35 % est placé dans le public, le reste étant conservé par le gouvernement indonésien.

#### En Bolivie, une seule mine survit à la crise
En raison de la forte teneur de ses minéraux d'étain, la mine de Huanuni fut la seule que la Comibol n'a pas fermée en 1985, après la crise du marché de l'étain. Huanuni sera exploitée sous forme de coentreprise jusqu'en 2006 lorsqu'elle fut entièrement reprise par la Comibol. En raison de ses richesses minérales, est elle plus mécanisée que d'autres mines en Bolivie.

### Années 1990

#### L'Indonésie plie mais ne rompt pas, grâce aux mineurs artisanaux
Au début des années 1990, en Indonésie, le prix de l'étain dégringola de 16 000 dollars américains la tonne à 5 000 dollars. On ferma des mines et des dizaines de milliers d'hommes se retrouvèrent au chômage. On n'avait encore jamais vu cela en Indonésie à une telle échelle.

#### L'effondrement de la filière malaise
Au milieu des années 1990, le prix mondial de l'étain chute de 50 % et l'industrie de l'étain de la Malaisie s'effondre de façon encore beaucoup plus spectaculaire que celle de l'Indonésie, ou perdure une exploitation semi-artisanale du minerai. L'accident industriel fait baisser les dépenses, ce qui se traduit part de plus faibles réserves et la hausse des coûts d'exploitation. En 1994, le pays ne produisait plus que 10 % des tonnages des années 1970.

#### La Chine s'installe en tête du palmarès mondial
Résultat, les productions minières des mines d’étain des principaux pays producteurs en 1995, en tonnes d'étain contenu, montraient une domination très nette du trio de dette constitué de la Chine, de l'Indonésie et du Pérou, les pays comme la Malaisie et la Bolivie qui avaient joué un rôle important aux siècles précédents étant distancés, bien qu'ils soient encore installés dans le palmarès des huit premiers.
- Monde : 180 300 tonnes
- Chine: 54 100
- Indonésie : 47 300
- Brésil : 19 400
- Pérou : 22 300
- Bolivie : 14 410
- Australie : 7 600
- Malaisie : 6 500
- Union européenne : 6 520
- Russie : 4 100
- Viêt-Nam (1994) : 4 000[24].

## XXIesiècle

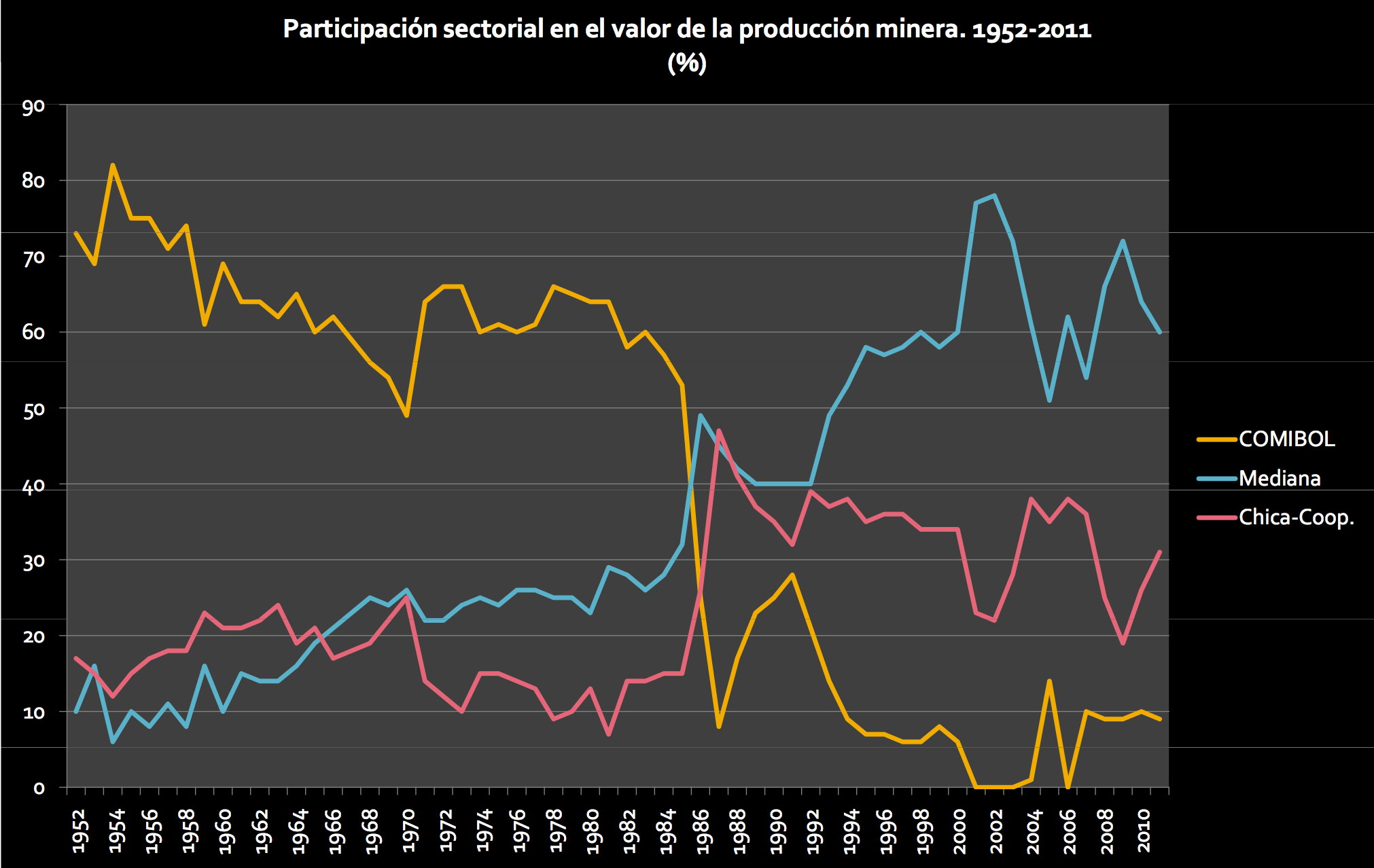
Les différents secteurs de l'exportation minière en Bolivie, 1952-2011 (%).

### Années 2000
À partir des années 2000, la demande croissante de poudre d'étain, utilisée pour les soudures d'appareils électroniques dont les ventes ne cessent d'augmenter, le rend indispensable aux géants de l'électronique comme Apple, Intel ou Samsung.

#### La poudre d'étain des îles deBangkaetBelitung
Un tiers de l'étain mondial vient d'un archipel à l'est de Sumatra, en Indonésie, au large des îles de Bangka et Belitung, où la plupart des mineurs sont illégaux, car la recherche du précieux minerai rapporte plus que des activités légales. Bangka, peuplée d'un million d'habitants, abrite la plus grande réserve au monde de cassitérite, un minéral composé de dioxyde d'étain. Des milliers d'hommes y descendent dans l'océan sans véritable protection, pour quelques euros par jour. alors que la tonne de dioxyde d'étain peut valoir jusqu'à 30 000 euros. Un téléphone portable a besoin de 1 à 10 grammes d'étain. Une tablette ou un ordinateur portable en contiennent près de 30 grammes
Pour trouver les poussières d'étain, des hommes aspirent le sable au fond de la mer, non loin des côtes, entourées d'eau turquoise. Dans un nuage de fumée noire, une pompe motorisée le recrache sur une plate-forme rudimentaire. Des milliers de tonnes de matériaux sont ainsi arrachées, chaque année, avec des répercussions sociales et environnementales. Le nombre de travailleurs morts augmente. L'extraction à petite échelle représentait en 2015 environ 75 % de l'étain collecté en Indonésie, selon l'ONG américaine Pact. Cette activité illégale fait au moins un mort par semaine, selon le Groupe de travail sur l'étain en Indonésie, qui regroupe des sociétés spécialisées dans l'électronique et l'étain, et des défenseurs de l'environnement. Remuer des millions de litres de vase détruit aussi les écosystèmes, selon l'ONG de défense de l'environnement Walhi. La plupart des géants de l'électronique en ont peu fait jusqu'ici pour s'assurer que l'étain qu'ils utilisent ne soit pas nuisible pour Bangka ou ses habitants, a déclaré à l'AFP Evert Hassink, de l'ONG néerlandaise Amis de la Terre. Une réglementation des mines existe, mais même PT Timah, l'entreprise publique minière indonésienne, ne la respecte pas. Des cratères de la taille de terrains de football criblent le sol de l'île.

#### Les critiques contre la croissance trop rapide au Pérou
Alors qu'il avait connu un décollage dans première moitié des années 2000, qui l'a fait passer de 2 % à 11 % de la production mondiale, le Pérou des années 2000 a continué à être le leader des producteurs d'étain d'Amérique latine, suivie par la Bolivie et le Brésil, qui avait décollé lui dans les années 1980. 
Minsur, seul groupe entièrement intégré du Pérou concernant l'étain, a représenté 15,5 % de la production mondiale et exportés 38 100 tonnes, d'une valeur de 332 millions de dollars en 2006, comparativement à 36 900 tonnes d'une valeur de 270 millions de dollars en 2005. La production de la Mine d'étain de San Rafael au Pérou appartenant au groupe Minsur et située dans la Région du Mariátegui a été 38 470 tonnes de concentré en 2006, en repli par rapport aux 42 145 tonnes de 2005. Minsur pour la fonte et le raffinage de l'étain de Pisco, situé au sud de Lima, produit 40 500 tonnes de métal par rapport aux 36 700 tonnes en 2005.
Au Pérou, alors que les mines (surtout, le cuivre, le lithium ou l’iode) assurent près de 11 % du produit intérieur brut mais 20 % des recettes fiscales, la moitié de ses devises et 60 % de ses exportations, le débat est vif à l'occasion du premier tour des élections sur l'avenir du secteur minier. Pour schématiser, les «libéraux» ont prôné l’intensification de l’activité extractive, alors que les « protectionnistes » parlaient de réduire les permis et d’augmenter les impôts aux multinationales. Au cours de la décennie 2002-2012, le pays andin a surfé sur une performance à deux chiffres, entre 10 et 12 %, grâce à 34 milliards de dollars d’investissements étrangers dans le secteur minier, avec pour conséquence la destruction d’une partie paysage montagneux, et l’étêtement de plusieurs sommets. Lorsque le prix des minerais a sensiblement baissé, des critiques sont apparues pour dénoncer les abus des multinationales, confrontées à pas moins de 70 conflits sociaux, et l'obsession pour une sorte de rente extractive, qui n’a pas été accompagnée d’investissements technologiques.

#### L'agitation sociale en Bolivie
Dès le milieu des années 1990, l'étain de Bolivie ne représente plus qu'un peu moins de 10 % de la production mondiale, mais il continue à représenter un enjeu social, humain et politique très important, car il fournit un grand nombre d'emplois via de nombreuses coopératives minières.
Le 5 et 6 octobre 2006, des affrontements armés ont lieu entre les travailleurs de la Comibol (entreprise d'État fondée en 1853) à la Mine de Huanuni, et les mineurs coopérativistes pour le contrôle de la colline Posokoni, dont les réserves sont estimées à 4 milliards de dollars. 16 personnes y perdent la vie. Trois ans plus tard, en 2009, le gouvernement bolivien consent à un investissement de 40 millions $ destiné à doubler la capacité de traitement du minerai brut de la mine.

### Années 2010

#### L'Indonésie veut contrôler sa commercialisation
Au début des années 2010, la hausse des cours de l'étain s'explique par la volonté de l'Indonésie de détrôner le LME et Londres et de faire d'une des composantes de la Bourse de Djakarta, l'Indonesia Commodity and Derivatives Exchange (ICDX), le lieu de fixation des prix de l'étain. Le gouvernement avait amorcé cette politique de « nationalisation » depuis 2012 en décrétant qu'à partir de juillet 2013 la pureté des lingots des raffineurs devrait passer de 99,85 % à 99,9 %, histoire de réserver à l'Indonésie la totalité du raffinage de son étain. Fort de sa qualité de premier exportateur mondial de ce métal, le gouvernement indonésien a interdit depuis le 30 août 2013 de l'exporter directement. Il doit désormais être échangé grâce à la plateforme ICDX.

#### Le règne de la société chinoise Yunnan Tin
En 2010, pour la sixième année consécutive la société chinoise Yunnan Tin obtient la première place du classement des premières entreprises productrices d'étain, établi par l’International Tin Research Institute (Itri). Le groupe chinois a accru son avance deux producteurs intégrés, l’indonésien PT Timah, dont la production d'étain a sensiblement baissé en raison de la fermeture des petites mines illégales, et le péruvien Minsur. Les deux grands groupes fondeurs d'étain, Malaysia Smelter et plus le thaïlandais Tahaisarco, ont nettement augmenté leur production.

### L'évolution des grands producteurs mondiaux sur la décennie 2010
L'évolution des grands producteurs mondiaux d'étain sur les années 2010 reste dominée par le géant chinois, suivi par l'Indonésie, la Birmanie et le Pérou.
Production minière mondiale 2014
| Rang        | Pays        | Production | % monde |
| ----------- | ----------- | ---------- | ------- |
| 1           | Chine       | 106 000 t  | 34,4 %  |
| 2           | Indonésie   | 88 300 t   | 28,7 %  |
| 3           | Birmanie    | 30 000 t   | 9,7 %   |
| 4           | Pérou       | 23 100 t   | 7,5 %   |
| 5           | Bolivie     | 19 800 t   | 6,4 %   |
| 6           | Brésil      | 12 100 t   | 3,9 %   |
| 7           | Australie   | 7 200 t    | 2,3 %   |
| 8           | Viêt-Nam    | 5 400 t    | 1,8 %   |
| 9           | Rwanda      | 4 000 t    | 1,3 %   |
| 9           | RDCongo     | 4 000 t    | 1,3 %   |
| /           | Autres pays | 8 000 t    | 2,6 %   |
| Total Monde | Total Monde | 307 900 t  | 100 %   |

## Les grandes périodes de l'économie mondiale
- La très forte croissance mondiale des années 1830 interrompue par la Panique de 1837.
- La très forte croissance mondiale des années 1850, interrompue par le Krach de 1857.
- La longue dépression 1873 à 1896 dans le sillage de la Crise bancaire de mai 1873.
- La forte croissance mondiale des années 1900, interrompue par la Première Guerre mondiale.
- La très forte croissance mondiale des années 1920, interrompue par le Krach de 1929.
- Grande dépression des années 1930 dans le sillage du Krach de 1929.
- La forte croissance mondiale des années 1945 à 1974, interrompue par le Premier choc pétrolier.